# 茅沅
茅沅（1926年—2022年10月10日），中国作曲家。他的成名作是与刘铁山合作的《瑶族舞曲》。多年来，他是中央歌剧院的常驻作曲家之一，创作了1966年与马飞合作创作的歌剧《南海长城》等作品。 1982年，休斯敦芭蕾舞团委托创作芭蕾舞剧《竹画师郑板桥》。